# Anna Dinella
Anna Dinella (18 gennaio 1902 – 8 aprile 1971) è stata una pittrice e attivista italiana.
Anna Dinella è nata da una famiglia lucana di Maschito (Pz). Nacque il 18 gennaio del 1902 da Giuseppe Dinella e Emilia Pagnotta, morì l'8 aprile dell'anno 1971.  Attivista politica oltre che pittrice, ha contribuito al  rinnovamento dell'arte pittorica napoletana e alla rivendicazione del ruolo femminile come ruolo attivo nei processi storici di mutamento.

## Gli anni della formazione artistica
Si formò privatamente con il pittore Luigi De Rosa, dovendo rinunciare ad una formazione strettamente artistica, ritenuta poco conveniente per una donna del suo tempo. 
Pittrice “napoletana di studi e tecnica”, della sua esperienza artistica giovanile si legge in un articolo del 1927 di Nicola Fiore, pubblicato sulla rivista "La Basilicata nel mondo" che recensisce l’attività pittorica di Anna Dinella in occasione di una mostra personale, tenutasi a Napoli dal 6 al 24 febbraio 1926, presso la “Compagnia degli Illusi”. Nell'articolo la definisce “pittrice prevalentemente floreale” e “colorista vivace”. In tale occasione espone 125 opere.
Dinella non fu solo autrice di nature morte,  ma anche attenta disegnatrice delle composizioni anatomiche, come nello studio pittorico di una testa di ragazzo, opera che riscontrò gli apprezzamenti del pittore Vincenzo Gemito. Nella stessa rivista si citano altre partecipazioni ad esposizioni, tra cui la “Quadriennale di Torino (1923), la “XI Promotrice di Belle arti” presso il Circolo Artistico di Catania, la “II In arte libertas” a Roma, due partecipazioni presso la  “Promotrice Salvator Rosa”, e la mostra di “Fiamma”  a Roma (1926). Ma "La Basilicata nel mondo" già nel 1925 aveva dedicato alla pittura di Anna Dinella una copertina, raffigurante una sua opera floreale (anno II, n. 2, marzo-aprile 1925). Dell’attività di Dinella scrive anche Franco Noviello nel 1985 in Storiografia dell’Arte Pittorica Popolare in Lucania e nella Basilicata.
Espose nel 1939 alla Quadriennale di Roma.

## L'attività politica
Anna Dinella si dedicò, oltre che alla pittura, all'attività politica e sociale aderendo al MIF (Movimento Italiano Femminile Fede e Famiglia) primo movimento neofascista non clandestino creato dalla Principessa Maria Pignatelli. Nel MIF il 28 ottobre del 1946 Anna Dinella fu eletta nel Consiglio Nazionale per la regione Campania, e vi svolse un ruolo di “completa dedizione”.

## Gli scritti
Pubblicò Panorama degli artisti napoletani, in "Almanacco degli artisti" (Franco Campitelli Editore, Roma 1931), in cui delineava il contesto artistico napoletano che, da una mancanza di esperienze d'avanguardia, e da "un'atmosfera tiepida di beata acquiescenza ai gusti del pubblico", passava sia pure faticosamente alle spinte di rinnovamento dei giovani artisti napoletani, che la pittrice definisce "creatori della bellezza nuova".